# Torneio de Montreux de 1923
O Torneio de Montreux de 1923  foi a 3ª edição do Torneio de Montreux.

## Jogos
| Jogo | Equipa      | Result | Equipa     |
| ---- | ----------- | ------ | ---------- |
| 1º   | HC Montreux | 2-4    | Inglaterra |
| 2º   | HC Montreux | 4-6    | Inglaterra |
| 3º   | HC Montreux | 2-8    | Inglaterra |
|      |             |        |            |
| Tot  | HC Montreux | 8-18   | Inglaterra |

| Torneio Montreux 1923 |
| --------------------- |
| Inglaterra            |
| INGLATERRA 1º         |